# Mezinárodní rada pro lov a ochranu zvěře
Mezinárodní rada pro lov a ochranu zvěře (francouzsky: Conseil International de la Chasse et de la Conservation du Gibier, odtud zkratka CIC) je mezinárodní, politicky nezávislá a nezisková organizace, která asistuje vládám a organizacím chránící přírodu v otázkách přírodních zdrojů a přírody jako takové. Vznikla v roce 1928, sídlo má v maďarském městě Budakeszi.
Je to jedno ze základních sdružení od které se odvíjí nařízení v myslivosti. Tato organizace má také pod svou záštitou významnou metodu hodnocení trofejí.